# الرومية (الصومعة)
الرومية هي إحدى قرى عزلة العروين بمديرية الصومعة التابعة لمحافظة البيضاء، بلغ تعداد سكانها 1796 نسمة حسب تعداد اليمن لعام 2004.